# 동작구의회
동작구의회는 서울특별시 동작구 지역을 관할하는 기초의회이다.